# Abrão Berman
Abrão Berman (São Paulo, 1941 - São Paulo, 4 de junho de 1990) foi um apresentador e cineasta brasileiro. É considerado o "pai" do super 8 no Brasil.

## Biografia
Graduado em Direção Cinematográfica pela Haute École D'études Pratiques dans Cinéma (em português literal: escola prática de altos estudos em cinema) de Paris, retornou ao Brasil em 1969 e começou a produzir e a incentivar que outros cineastas trabalhassem com o super 8, pois filmes neste formato eram considerados amadores pelos profissionais de cinema até então. Para isso acontecer, no início da década de 1970 abriu um cineclube no Teatro Paiol de São Paulo, onde criou e apresentou festivais de cinema de curta metragem dedicados às produções em 8 mm, 16 mm e Super 8.
Em 1972, criou o Grupo de Realizadores Independentes de Filmes Experimentais (GRIFE) em parceria com a publicitária Maria Luísa Alencar. Logo em seguida, criou o Super Festival Nacional do Filme Super 8, que entre 1973 e 1983, foi um dos principais festivais de cinema experimental em super 8 do Brasil.
Em 1975, Berman criou e apresentou o programa "Ação Super 8" na TV Cultura. Este programa foi o único dedicado ao formato Super 8 na televisão brasileiro.
Foi o produtor e diretor dos filmes de curta-metragens: "The Body", "São Paulo", "A Banana", "Marilyn", "Cinemania 50" e "Brasil ou Aquarela do Brasil".
Com o total declínio do Super 8, que perdeu espaço para as produções em formatos de vídeo-cassete a partir da década de 1980, o GRIFE é desfeito em 1983 e logo em seguida acabam os festivais. Desta maneira, Berman passou a dar aulas de cinema no Senac, na Escola Superior de Propaganda e Marketing (ESPM) e na Fundação Armando Álvares Penteado (FAAP).
Seu programa na TV Cultura foi cancelado e passou a apresentou um programa de dança, no mesmo canal, chamado ""Jogo de Cintura", até o seu falecimento em junho de 1990.